# Xenochalepus pictus
Xenochalepus pictus es una especie de insecto coleóptero de la familia Chrysomelidae.
Fue descrita científicamente en 1911 por Weise.